# Pseudoparatettix illiesi
Pseudoparatettix illiesi är en insektsart som beskrevs av Günther, K. 1972. Pseudoparatettix illiesi ingår i släktet Pseudoparatettix och familjen torngräshoppor. Inga underarter finns listade i Catalogue of Life.